# 자우르베크 시다코프
자우르베크 카즈베코비치 시다코프(러시아어: Заурбе́к Казбе́кович Сида́ков, 1996년 3월 14일~)는 러시아의 레슬링 선수이다. 2020년 하계 올림픽에서 남자 자유형 웰터급 금메달을 획득했으며 세계 선수권 대회에서 금메달 2개를 획득했다.